# Мусташ (собака)
Муста́ш (фр. Moustache — усы) (сентябрь 1799 — 11 марта 1812) — прославленная собака (кобель породы барбет) наполеоновской армии.

## Биография
Чёрный пёс родился в сентябре 1799 года на ферме в Нормандии, затем охранял лавку бакалейщика в Кане. Однажды, будучи привлечённым боем барабанов, он увязался за элитной гренадерской ротой 40-й линейной полубригады. После этого каждый день его видели рядом с часовым у входа в казарму, где он лаем встречал всех входящих и выходящих. Солдаты дали ему кличку «Мусташ» (усач).
В 1800 году пёс вместе с 40-й линейной полубригадой принял участие во втором итальянском походе Бонапарта. 13 июня 1800 года, когда французы расположилась лагерем в долине Бальбо вблизи Алесандрии, ночью на них неожиданно напали австрийцы. Мусташ залаял, предупредив солдат, и после короткой ожесточённой схватки враг был отброшен. В этом бою пёс получил лёгкую рану штыком в бедро. В награду за бдительность он был зачислен в списки полубригады, получил полевой рацион и ошейник с номером. На следующий день в сражении 14 июня 1800 года при Маренго Мусташ вступил в схватку с австрийским догом, напавшим на французского знаменосца. Дог был убит ружейным выстрелом, Мусташ — ранен пулей.
В 1805 году вместе с 40-м полком линейной пехоты, в который была преобразована 40-я линейная полубригада, Мусташ участвовал в Войне третьей коалиции. В битве при Аустерлице французский знаменосец был окружён русскими гренадерами и призывал однополчан на помощь криком «К знамени!». Однако его не услышал никто, кроме Мусташа, который бросился ему на помощь. После смертельного ранения знаменосца он схватил знамя зубами и потащил к своим. После сражения пса нашли с перебитой пулей лапой, в зубах он держал растрёпанное знамя. За это маршал Ланн наградил Мусташа специальной серебряной медалью. На одной из её сторон была надпись «Мусташ, французский пёс. Все должны уважать его как храбреца» (Moustache, le chien francais. Qu, il soit toujours respecter comme le brave), а на другой — «В сражении при Аустерлице он был ранен в лапу, спасая знамя своего полка» (A la bataille a Austerlitz, il eut la patte cassee en sauvant le drapeau de son Regiment).
В 1806—1807 годах Мусташ участвовал в прусской и польской кампаниях.
В сентябре 1808 года 40-й полк линейной пехоты отправился на войну в Испанию. Там 11 марта 1812 года Мусташ был убит при осаде Бадахоса. Похоронен на месте своей гибели со всеми воинскими почестями. На его могиле поставили памятник с надписью «Здесь лежит храбрый Мусташ, погибший на поле чести».
Однако в 1814 году по приказу испанской инквизиции останки Мусташа были выкопаны и сожжены.